# Layana
Layana es un municipio y población de España, de la comarca de las Cinco Villas, perteneciente al partido judicial de Ejea de los Caballeros, al noroeste de la provincia de Zaragoza, comunidad autónoma de Aragón, a 102 km de Zaragoza. Tiene un área de 3,69 km², con una población de 92 habitantes (INE 2021) y una densidad de 28,46 hab/km². El código postal es 50679.
Desde el punto de vista eclesiástico, depende de la diócesis de Jaca y de la archidiócesis de Pamplona.

## Historia
La región donde está Layana estuvo habitada ya desde la Antigüedad como se aprecia por los vestigios humanos encontrados. En sus cercanías, en el término municipal de Uncastillo, se encuentran los ruinas de la ciudad prerromana y romana de Los Bañales. Se conservan varios pilares del acueducto que llevaba agua a esta ciudad desde una presa romana que fue destapada entre 2009 y 2011 en el paraje de Cubalmena, en Biota. Desde 2008, un proyecto de excavaciones arqueológicas de las ruinas a cargo de la Fundación Uncastillo, ha sacado a la luz gran parte del recorrido del acueducto, ha revisado las termas conocidas de antiguo, ha localizado un barrio artesanal y, sobre todo, está interviniendo sobre el foro de la ciudad, uno de los más destacables espacios monumentales del Aragón Romano.
Layana era una aldea de Uncastillo hasta que a principios del siglo XX se independizó como municipio.

## Geografía
Layana tiene un término municipal muy pequeño (3,7 km²), con lo que se encuentra prácticamente rodeada por el término de Uncastillo, aunque linda igualmente por el sudoeste con Sádaba.
Por su término discurre, de nordeste a suroeste, el río Riguel, un afluente del Arba de Luesia, uno de los dos brazos del río Arba.

## Demografía
Layana cuenta con una población de 98 habitantes (INE 2024).
| Gráfica de evolución demográfica de Layana entre 1842 y 2021                                                        |
| |
| Población de derecho según los censos de población del INE Población de hecho según los censos de población del INE |

## Comunicaciones

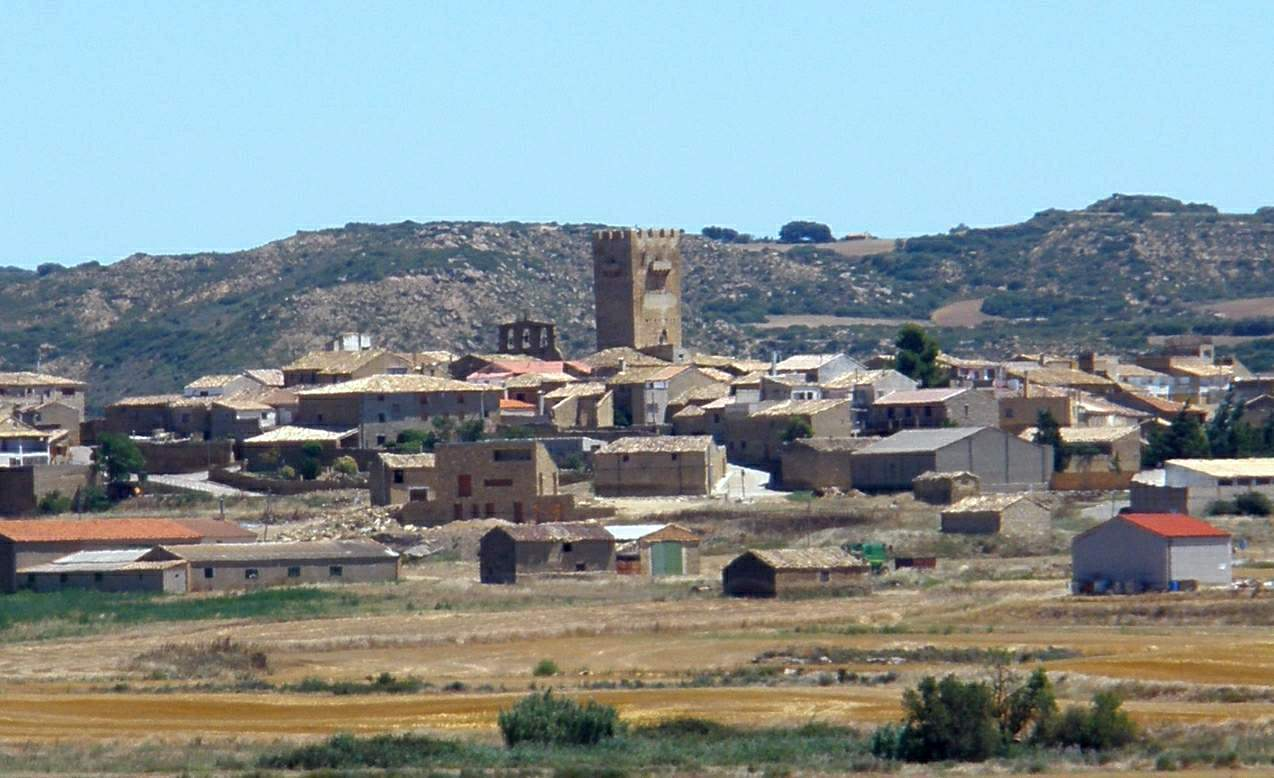
Panorámica de Layana

Justo a pocos metros del casco urbano de Layana discurre la carretera A-1202, que partiendo desde Sádaba se dirige hacia el norte siguiendo el curso del río Riguel, hacia Uncastillo, para, poco después de dicha localidad, girar hacia el este y dirigirse hasta Ayerbe, pasando por Luesia, Biel, Fuencalderas y Santa Eulalia de Gállego, perteneciendo ya tanto Santa Eulalia como Ayerbe a la provincia de Huesca.

## Administración y política
| Período          | Alcalde                      | Partido |  |
| ---------------- | ---------------------------- | ------- |  |
| 1979-1983        | José Antonio Giménez Samatán | UCD     |  |
| 1983-1987        | José María Cortés Sanz       | PAR     |  |
| 1987-1991        | José María Cortés Sanz       | PSOE    |  |
| 1991-1995        | José María Cortés Sanz       | PSOE    |  |
| 1995-1999        | José María Cortés Sanz       | PSOE    |  |
| 1999-2003        | José María Cortés Sanz       | PSOE    |  |
| 2004-2007        | José María Cortés Sanz       | PSOE    |  |
| 2007-2011        | Jesús Gay Cortés             | Ind.    |  |
| 2011-2015        | Jesús Gay Cortés             | PSOE    |  |
| 2015-2019        | Jesús Gay Cortés             | PSOE    |  |
| 2019-2023        | Jesús Gay Cortés             | PSOE    |  |
| 2023-actualmente | Jesús Gay Cortés             | Ind.    |  |

| Partido político    | Partido político                                   | 2003   | 2007   | 2011   | 2015   | 2019   | 2023   |
| Partido político    | Partido político                                   | Ediles | Ediles | Ediles | Ediles | Ediles | Ediles |
|                     | Partido de los Socialistas de Aragón (PSOE-Aragón) | 5      | 1      | 5      | 4      | 3      | 0      |
|                     | Partido Popular de Aragón (PP)                     | —      | —      | —      | 1      | 0      | 0      |
|                     | Izquierda Unida (IU)                               | —      | —      | —      | —      | —      | —      |
|                     | Independientes                                     | —      | 4      | —      | —      | —      | 3      |
|                     | Partido Aragonés (PAR)                             | —      | —      | —      | —      | —      | —      |
| Total de concejales | Total de concejales                                | 5      | 5      | 5      | 5      | 3      | 3      |

## Patrimonio artístico
- Torre medieval.
- Centro de Interpretación DE AGRI CULTURA,[8] un centro de interpretación sobre la vida rural en época romana en el entorno de la ciudad romana que ocupaba el yacimiento de Los Bañales (en el término municipal de Uncastillo).[9]

## Fiestas y tradiciones
- 12 al 15 de agosto, fiestas de Layana
- 29 de diciembre, el día de su patrón Santo Tomás Becket

- Postre tradicional, el farinoso